# 沙朗德里
沙朗德里（法語：Chalandry，法語發音：[ʃalɑ̃dʁi]）是法国上法蘭西大區埃纳省的一个市镇，属于拉昂区。

## 地理
沙朗德里（49°40'37"N, 3°38'33"E）面积7.66 平方千米，位于法国上法蘭西大區埃纳省，该省份为法国北部内陆省份，北起北部省，西接索姆省和瓦兹省，东临阿登省和马恩省，西南至塞纳-马恩省，东北部与比利时接壤。
与沙朗德里接壤的市镇（或旧市镇、城区）包括：巴朗通塞勒、塞尔河畔巴朗通、谢里莱普伊、塞尔河畔克雷西、莫尔捷。

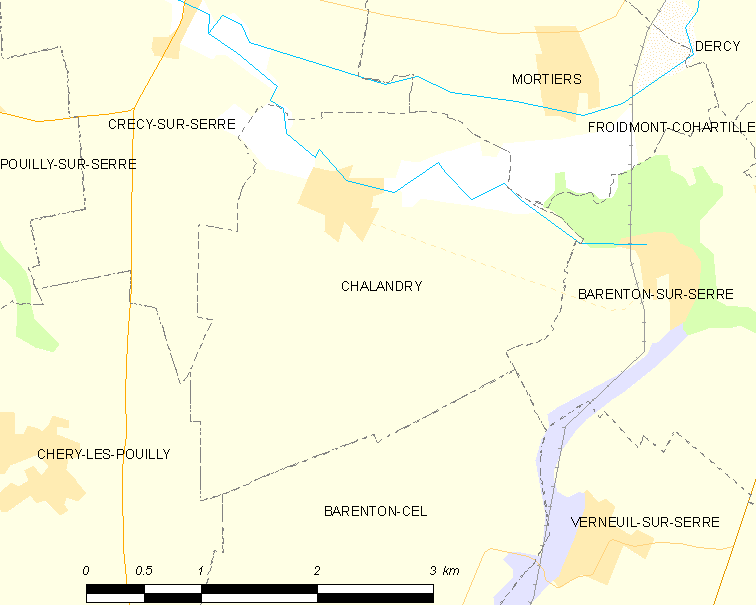
沙朗德里的OSM定位图

沙朗德里的时区为UTC+01:00、UTC+02:00（夏令时）。

## 行政
沙朗德里的邮政编码为02270，INSEE市镇编码为02156。

## 政治
沙朗德里所属的省级选区为马尔勒县。

## 人口

1962-2008年间沙朗德里人口变化图示

沙朗德里于2022年1月1日时的人口数量为242人。